# Paul McKenna

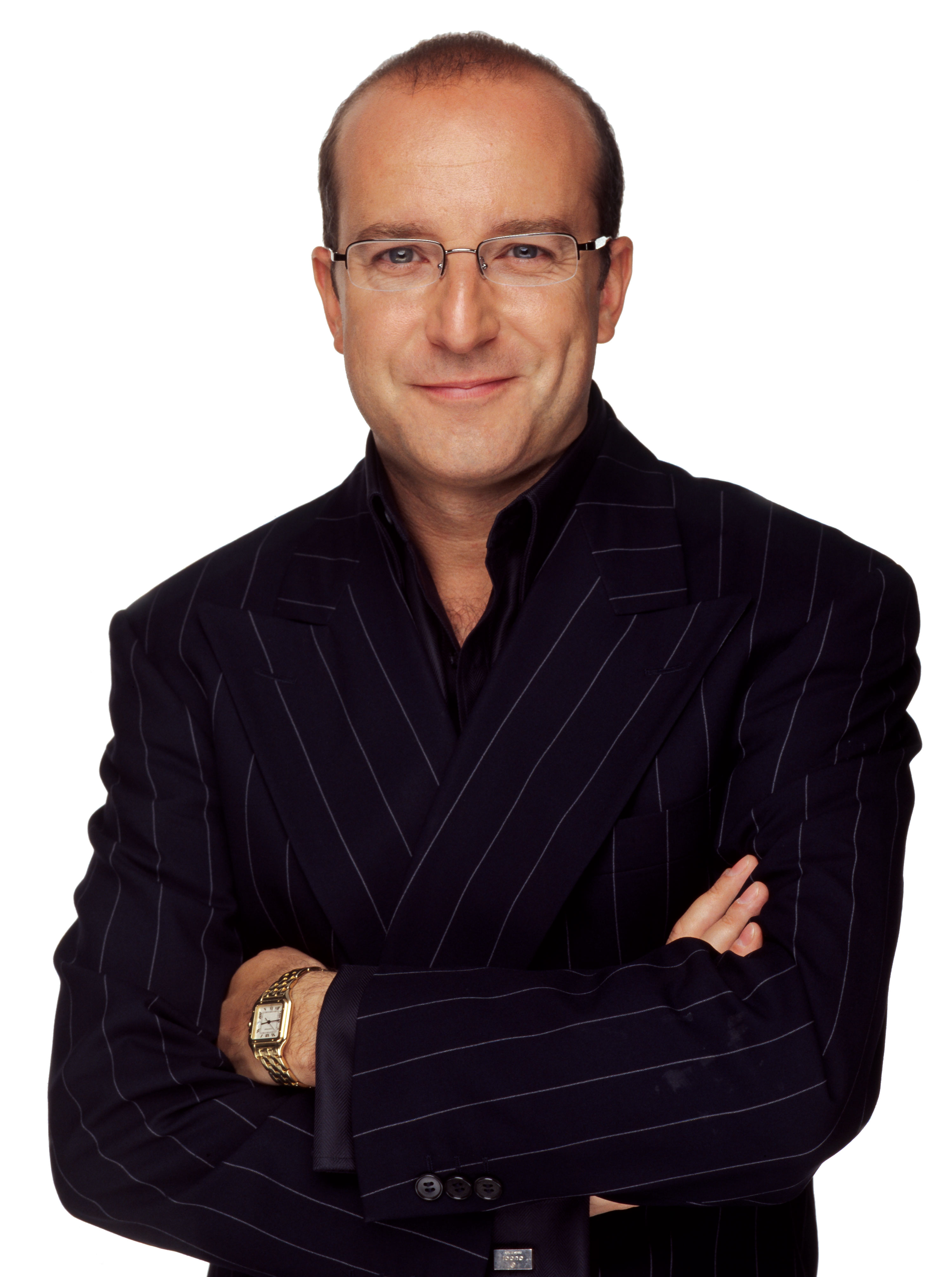
Paul McKenna

Paul McKenna (Enfield (Londen), 8 november 1963) is een bekende hypnotiseur en een Britse televisiepersoonlijkheid.
McKenna presenteert “zelfhulp”-televisieshows, geeft seminars via zijn onderneming Paul McKenna Training, publiceert boeken en multimedia producten waarin hypnose, Neurolinguïstisch Programmeren (NLP) en andere persoonlijke ontwikkelingstechnieken een grote rol spelen. Een aantal centrale thema’s in zijn trainingen en publicaties zijn zelfvertrouwen, positiviteit, afvallen en levenskwaliteit in het algemeen.
Paul McKenna heeft veel internationaal bekende sterren in zijn clientèle, zoals Robbie Williams, George Michael en Courtney Love.